# Краснопільська районна рада
Краснопільська районна рада — орган місцевого самоврядування Краснопільського району Сумської області з центром у селищі міського типу Краснопілля.
Краснопільській районній раді підпорядковано 1 селищну громаду, 1 сільську громаду і 8 сільських рад, які об'єднують 57 населених пунктів.

## Склад Краснопільської районної ради
До складу Охтирської районної ради входять 34 депутатів від 8 партій:
- Блок Петра Порошенка «Солідарність» — 9 депутатів
- Всеукраїнське об'єднання «Батьківщина» — 8 депутатів
- Політична партія «Українське об'єднання патріотів — УКРОП» — 4 депутати
- Аграрна партія України — 3 депутати
- Партія «Відродження» — 3 депутати
- Політична партія «Воля народу» — 3 депутати
- Радикальна партія Олега Ляшка — 2 депутати
- Політична партія «Опозиційний блок» — 2 депутати

## Керівництво
- Голова Краснопільської районної ради — Савоненко Віталій Олексійович
- Заступнки голови Краснопільської районної ради — Гавенко Іван Васильович